# Münsterland

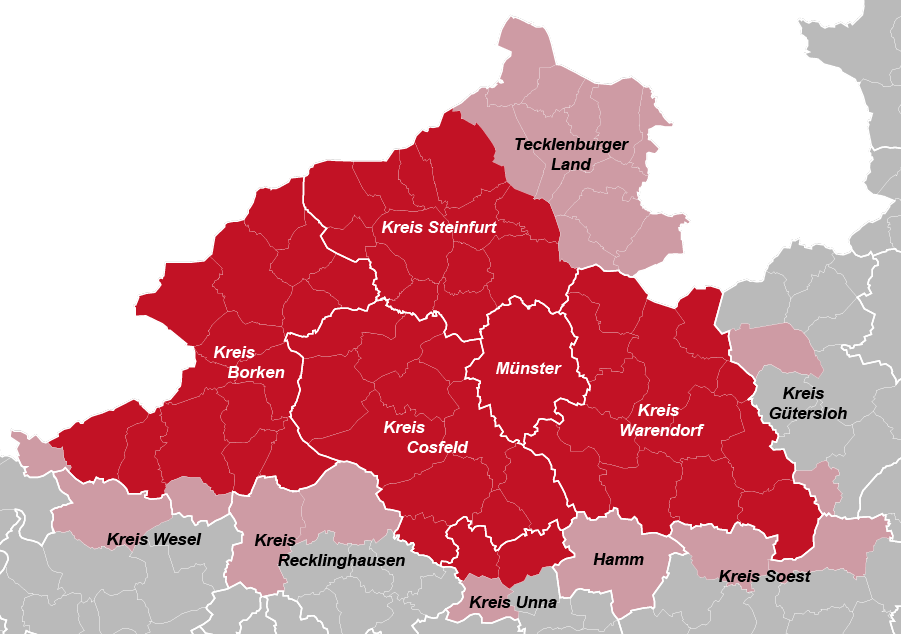
Karta över Nordrhein-Westfalen med Münsterland markerat

Münsterland är en region i norra Nordrhein-Westfalen. Regionen omfattar distrikten Kreis Steinfurt, Kreis Coesfeld, Kreis Warendorf, Kreis Borken och den distriktsfria staden Münster som är centrum i regionen. Regionen sträcker sig även in i andra distrikt och städer. 

## Historia
Münster grundades som biskopsdöme 791 och var ett av de största kyrkliga furstendömena i Tyskland. År 1800 omfattade Furstbiskopsstiftet Münster omkring 1.100 kvadratkilometer. Efter 1719 var ärkebiskoparna av Köln även biskopar av Münster, och styrde biskopsdömet genom generalvikarier. Det sekulariserades 1803, varvid en mindre del därav tillföll Oldenburg, men större delen som furstendömet Münster kom till Preussen. Detta tillföll 1807 Storhertigdömet Berg, men blev 1815 åter en del av Preussen.

## Natur

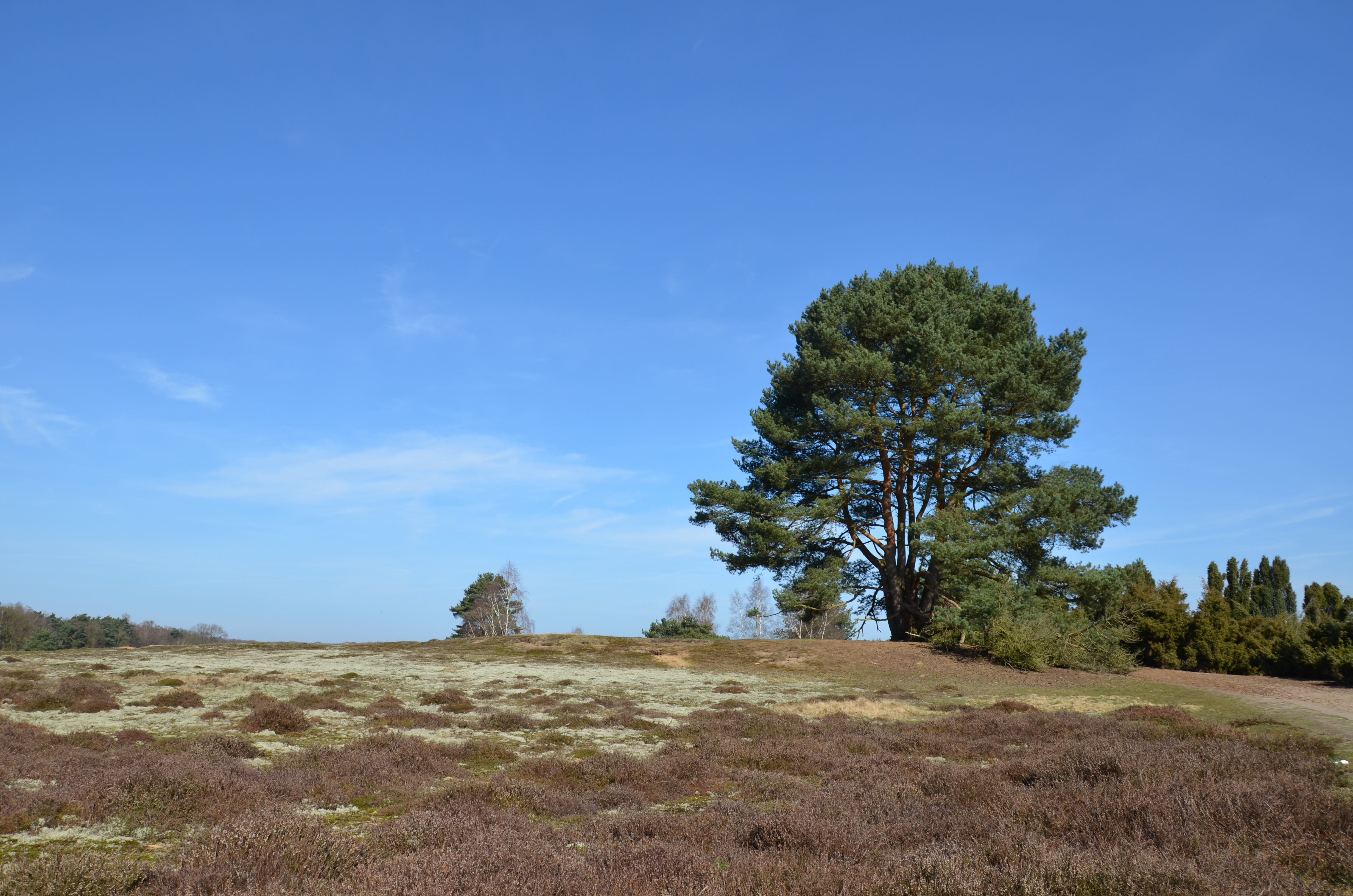
Westruper Heide

Regionen är huvudsakligen ett lågland som kännetecknas i öst och väst av sandig mark. Den centrala delen domineras däremot av lera och märgel. I Münsterland förekommer främst jordbruksmark och ängar. Skog hittas oftast i kulliga områden men mindre skogsområden är glest fördelade över hela regionen. Münsterland har även ett område med hed (Westruper Heide) som är det största av sitt slag i Westfalen. På heden lever djur som sandödla, hasselsnok, trädlärka, sandbin och sidenbin. I ett mindre myr (Gildehauser Venn) hittas myrlilja och kråkklöver. Några flodslätter fick åter sitt ursprungliga utseende och till dessa områden kom kungsfiskaren tillbaka som tidvis hade försvunnit.

## Turism
En markerad cykelled är ungefär 1 400 km lång och sträcker sig längs cirka 100 slott- och herresäten.